# Hukommelseskunst
Hukommelseskunst (lat. Ars Memorativa) er en generel term som bruges til at benævne en løst associeret gruppe af mnemoniske principper og teknikker som anvendes til at organisere hukommelsesindtryk, styrke erindringen og bidrage til kombinationen og 'opfindelsen' af ideer. 
Kunsten bliver undertiden refereret til som mnemoteknikker. Det er en 'kunst' i den aristoteliske forstand (gr. technê), hvilket vil sige en metode eller et sæt af foreskrifter som føjer orden og disciplin til de pragmatiske, naturlige aktiviteteter for mennesket. Den har som minimum eksisteret som en anerkendt gruppe af principper og teknikker siden år 500 f.v.t., og blev som oftest associeret med øvelse i retorik eller logik, men variationer af kunsten blev brugt i andre sammenhænge, særligt i religiøse og magiske sammenhænge.
Teknikker der ofte anvendes i kunsten omfatter association med følelsesmæssigt slående erindringsbilleder fra visualiserede steder, sammenkædning eller association af grupper af billeder, association af billeder med skematiske tegninger eller notae ("tegn, markeringer, figurer" på latin), og associationen af tekster og billeder. Enkelte eller alle af disse teknikker blev ofte brug i kombination med kontemplation eller studiet af arkitektur, bøger, skulpturer og malerier, der af udøvere blev set som hukommelseskunstens udtryk af interne erindringsbilleder og/eller organisation.
Som følge af variationen i principper, teknikker og deres forskellige anvendelsesområder, så refererer nogle forskere til "hukommelseskunsterne", snarere end en enkelt kunst.